# Rustico de Rustici
Rustico de Rustici (zm. 1131) – włoski kardynał.
Urodził się prawdopodobnie w Rzymie. 7 maja 1128 jest poświadczony jako kardynał-diakon i archiprezbiter bazyliki watykańskiej, a między 24 marca 1129 i 9 maja 1131 jako kardynał-prezbiter S. Ciriaco. W 1129 był legatem papieskim w diecezji Bobbio. W okresie schizmy będącej rezultatem podwójnej elekcji papieskiej w 1130 stanął po stronie papieża Innocentego II.